# Гідрогеологія Грузії
За геолого-структурними та гідродинамічними умовами на території Грузії виділяють 5 областей:
- тріщинних вод кристалічного субстрату Вел. Кавказу;
- тріщинних та тріщинно-карстових вод складчастої зони південного схилу Вел. Кавказу;
- артезіанських басейнів Грузинської брили;
- тріщинних та тріщинно-карстових вод Аджаро-Тріалецької складчастої зони;
- тріщинних вод Артвіно-Болніської брили.

В межах кристалічного субстрату Великого Кавказу розвинуті азотні ультрапрісні гідрокарбонатні кальцієві або кальцієво-натрієві та вуглекислі, залізисті слабкосолоні гідрокарбонатні натрієво-кальцієві, рідше гідрокарбонатні хлоридні натрієво-кальцієві води. В артезіанських басейнах Грузинської брили розвинуті азотні та метанові води різного хім. складу та мінералізації (до 400 г/л). Ця область розділяється Дзирульським кристалічним масивом на Західно-Грузинський та Східно-Грузинський артезіанський басейни.
Для інших гідрогеолог. областей Грузії характерним є прояв молодого вулканізму. В зоні інтенсивного водообміну розвинуті прісні, азотні, гідрокарбонатні кальцієві води. Широко представлені вуглекислі та азотно-метанові гідрокарбонатні, содові та соляно-лужні мінеральні термальні та промислові води.